# 3-吡啶亚甲基丙二腈
3-吡啶亚甲基丙二腈是一种有机化合物，化学式为C9H5N3。它可由吡啶-3-甲醛和丙二腈在哌啶催化下于乙醇中反应制得。

## 反应
3-吡啶亚甲基丙二腈和硼氢化钠在乙腈中反应，可以得到3-吡啶甲基丙二腈。